# Metopidiothrix santubong
Metopidiothrix santubong är en mångfotingart som beskrevs av Shear 2002. Metopidiothrix santubong ingår i släktet Metopidiothrix och familjen Metopidiotrichidae. Inga underarter finns listade i Catalogue of Life.